# Hoofdeling
Een hoofdeling (meervoud: hoofdelingen) was oorspronkelijk een gekozen leider bij de Germaanse volken. Hoofdeling was geen adellijke titel, maar betekende "belangrijk persoon". In de loop van de geschiedenis werden hoofdelingen invloedrijke personen en families die veel land bezaten en bestuurlijke en juridische macht uitoefenden.

## Ontstaan
Bij de vroege Germanen was een hoofdeling uitsluitend iemand die macht bezat in zijn dorp of gebied. Hij sprak recht bij geschillen, en riep bij moeilijkheden de bevolking bij elkaar. Bij sommige Germaanse stammen had een hoofdeling ook een sacrale functie. Gedurende de periode dat hij verkozen was, was hij de belangrijkste persoon, vaak tot aan zijn dood toe of tot wanneer er een nieuwe hoofdeling werd gekozen. Geleidelijk aan ontstond er een klasse van edelen, en werd het steeds meer een gewoonte dat de hoofdelingen gekozen werden uit de elite van de bevolking. Vanaf de Grote Volksverhuizing kwam er steeds meer afstand tussen het gewone volk en de edelen.
Soms werd in tijden van oorlog een hoofdeling gekozen als oorlogsleider. Bij de Germanen werd zo'n oorlogsleider hertog genoemd.

## Middeleeuwen
Onder geschiedkundigen die zich met de middeleeuwen bezighouden, heeft lange tijd het idee geleefd dat er gedurende de middeleeuwen geen edelen in Friesland voorkwamen, maar slechts vrije eigenerfde boeren die zich opwerkten tot hoofdeling. Deze waren wel rijk en aanzienlijk, maar niet van adel. Deze stellingname is onhoudbaar geworden door nieuwer wetenschappelijk onderzoek, waarin wordt gesteld dat er gedurende de gehele middeleeuwen een stand van edelen/nobilis/hoofdelingen was die boven die van vrije eigenerfde stond. Zij onderscheidden zich door bepaalde voorrechten zoals een hoger weergeld, en een grotere stem in staat. De hoofdelingen waren rijk en hun burchten of versterkte onderkomens werden in de loop van de tijd uitgebreid tot steenhuizen (stinzen).

## De Friese hoofdelingen
Aan het zelfstandige bestuur van de hoofdelingen in Westerlauwers Friesland kwam een eind in 1498 bij het binnenhalen van Albrecht van Saksen (1443-1500) door de Schieringers.
De Saksische en na hen de Bourgondische hertogen hebben met privileges de meeste hoofdelingen aan het landsbeheer verbonden. In sommige gevallen kreeg een hoofdeling een adellijke titel, de andere geprivilegieerde hoofdelingen noemden zich heerschap of jonker. De hele 16e en 17e eeuw hadden deze heerschappen nog een grote invloed. Pas in de Bataafse Republiek kwam er een einde aan deze bestuurlijke macht.

## De Oost-Friese hoofdelingen
In Oost-Friesland namen de hoofdelingen in de loop van de 14e eeuw de macht over, nadat de oude egalitaire bestuursvorm uit de zogenaamde tijd van de Friese Vrijheid in verval was geraakt.
Tot de belangrijkste hoofdelingen behoorde het geslacht tom Brok uit het Brokmerland; tussen Aurich en Norden. De eerste hoofdeling uit deze familie, Keno I tom Brok, stichtte de familiezetel bij Oldeborg in de buurt van Engerhafe. Zijn zoon, Ocko de Oudere, ridder van Napels, bracht bijna heel Oost-Friesland onder zijn controle. Hij werd in 1391 na een belegering in de burcht van Aurich vermoord, na vruchteloze onderhandelingen met de hoofdeling Folkmar Allena.
In de periode daarna was Ocko's echtgenote Foelke, bijgenaamd Quade Foelke, regentes voor diens minderjarige zonen Widzelt en Keno. In ruil voor een aandeel in de buit verleenden zij een schuilplaats aan zeerovers als Klaus Störtebeker en Gödeke Michels. De stad Hamburg voerde strijd tegen de zeeroverij, en kon rond 1400 de Oost-Friese hoofdelingen dwingen de ondersteuning van de zeerovers te staken.
Keno II tom Brok verdreef onder anderen de hoofdeling en provoost Hisko Abdena van Emden. Hij stierf echter op jonge leeftijd. Zijn zoon Ocko voerde strijd met de vroegere vazal Focko Ukena uit Leer.
Focko versloeg Ocko II tom Brok en zijn bondgenoten in de Slag bij Detern (1426) en in de Slag op de Wilde Ackers (bij Oldeborg) (1427). Daarmee kwam een einde aan de heerschappij van het geslacht tom Brok. Vanaf dat moment was Focko Ukena de machtigste hoofdeling in Oost-Friesland.
Tegen hem kwam een coalitie van hoofdelingen in het geweer, onder leiding van Edzard Cirksena uit Greetsiel. Focko werd verslagen en verdreven. Hij stierf in 1436 in Groningen.
Met deze overwinning van de Cirksena's kwam een einde aan de macht van de hoofdelingen in Oost-Friesland. Keizer Frederik III verleende Ulrich Cirksena de titel van rijksgraaf en gaf hem Oost-Friesland als leen.
Plaatselijk hielden enkele hoofdelingen nog enige tijd stand tegen de nieuwe heerser, zoals Hero Omken,  Oomkens in Esens en Edo Wiemken in Jever.
In het begin van zijn bewind voerde Edzard de Grote een geslaagde veldtocht tegen hen. Deze bracht een beslissend einde aan het tijdperk van de hoofdelingen in Oost-Friesland.

## De Groningse hoofdelingen
De hoofdeling kwam niet alleen in Oost-Friesland voor. Ook in de Groningse Ommelanden wisten meerdere geslachten voldoende macht op te bouwen om zich met de titel van hoofdeling te kunnen tooien. Anders dan in Oost-Friesland wist echter geen enkel geslacht voldoende macht op te bouwen om het tot landsheer te brengen. Tot de hoofdelingen behoorden de geslachten Tiddinga, Huninga, Gockinga, Houwerda, Lewe, Clant, Onsta, Ripperda, Sickinghe, Ewsum, Rengers, de Mepsche en Coenders.